# Cigclisula porosa
Cigclisula porosa is een mosdiertjessoort uit de familie van de Colatooeciidae. De wetenschappelijke naam van de soort is voor het eerst geldig gepubliceerd in 1930 door  Ferdinand Canu en Ray Smith Bassler.